# ماسیاکوو
ماسیاکوو (انگلیسی: Masyakovo) یک شهرک در شهرستان کیگینسکی استان باشقیرستان کشور روسیه است.